# Singulari nos
Singulari Nos (latim: "Nós em particular"; subtitulada Dos erros de Lammenais) é uma encíclica promulgada pelo Papa Gregório XVI em 25 de junho de 1834. Sendo, em essência, uma continuação da encíclia Mirari vos, mais bem conhecida, o documento teve como foco uma forte crítica ao padre francês Félicité Robert de Lamennais, o qual não via qualquer contradição entre o catolicismo e os nascentes ideais do liberalismo e da separação entre igreja e estado.